# (6605) 1990 SM9
(6605) 1990 SM9 là một tiểu hành tinh vành đai chính. Nó được phát hiện bởi Eric Walter Elst ở Đài thiên văn La Silla ở Chile ngày 22 tháng 9 năm 1990.